# 布盧姆菲爾德 (阿肯色州)
布盧姆菲爾德（英語：Bloomfield）是位於美國阿肯色州本頓縣的一個非建制地區。該地的面積和人口皆未知。

## 地理
布盧姆菲爾德的座標為36°16′34″N 94°32′18″W / 36.27611°N 94.53833°W，而該地的平均海拔高度為米（即英尺）。